# Snap (singolo)
Snap è un singolo della cantante armena Rosa Linn, pubblicato il 19 marzo 2022 come primo estratto dal primo EP Lay Your Hands Upon My Heart.

## Promozione
L'11 marzo 2022 è stato confermato che l'emittente pubblica ARMTV ha selezionato Rosa Linn internamente come rappresentante armena all'Eurovision Song Contest 2022. Snap è stato rivelato come suo brano eurovisivo e pubblicato in digitale il successivo 19 marzo.
Nel maggio successivo, dopo essersi qualificata dalla prima semifinale, Rosa Linn si è esibita nella finale eurovisiva, dove si è piazzata al 20º posto su 25 partecipanti con 61 punti totalizzati.
Per il mercato italiano ne è stata realizzata una versione bilingue in collaborazione con il cantautore Alfa.

## Tracce
Testi e musiche di Rosa Linn, Larzz Principato, Jeremy Dusoulet, Allie Crystal, Tamar Kaprelian e Courtney Harrell.
1. Snap – 2:59

Snap – Fargo Remix
1. Snap (Fargo Remix) – 2:25

Snap – High and Fast
1. Snap (High and Fast) – 2:15

Snap Pack EP
1. Snap – 2:59
2. Snap (High and Fast) – 2:15
3. Snap (Low and Slow) – 3:23
4. Snap (versione acustica) – 3:28
5. Snap (Fargo Remix) – 2:25
6. Snap (Luca Schreiner Remix) – 2:28
7. Snap (feat. Alfa) (Italian) – 3:00

## Successo commerciale
A partire dal mese di giugno 2022 Snap ha iniziato a ricevere popolarità su TikTok e ha fatto il suo ingresso in diverse classifiche mondiali. Il brano ha fatto il suo ingresso nella Official Singles Chart britannica nella settimana del 21 luglio alla 67ª posizione con 7 290 unità vendute, diventando il sesto brano eurovisivo del 2022 ad entrare nella hit parade. In poche settimane è diventato il brano eurovisivo straniero del 2022 con il miglior piazzamento nella classifica, e a fine agosto ha superato le 100 000 vendite nel Regno Unito. In meno di due mesi ha duplicato le vendite, superando le 200 000 e ottenendo il disco d'argento dalla British Phonographic Industry il successivo 21 ottobre.
Negli Stati Uniti il singolo ha debuttato alla 97ª posizione della Billboard Hot 100 grazie a 4,9 milioni di stream, 2 milioni di ascolti radiofonici e 1 000 download digitali, facendo di Linn la terza partecipante alla manifestazione eurovisiva ad entrare in classifica durante il ventunesimo secolo dopo Duncan Laurence e i Måneskin.

## Classifiche

### Classifiche settimanali
| Classifica (2022-24) | Posizione massima |
| -------------------- | ----------------- |
| Australia            | 20                |
| Austria              | 5                 |
| Belgio (Fiandre)     | 1                 |
| Belgio (Vallonia)    | 1                 |
| Bielorussia          | 30                |
| Canada               | 29                |
| Croazia              | 22                |
| Danimarca            | 30                |
| Estonia              | 55                |
| Finlandia            | 20                |
| Francia              | 10                |
| Germania             | 8                 |
| Grecia               | 20                |
| India                | 11                |
| Indonesia            | 15                |
| Irlanda              | 6                 |
| Islanda              | 7                 |
| Italia               | 6                 |
| Kazakistan           | 14                |
| Libano               | 11                |
| Lituania             | 21                |
| Lussemburgo          | 9                 |
| Norvegia             | 8                 |
| Nuova Zelanda        | 30                |
| Paesi Bassi          | 4                 |
| Panama               | 88                |
| Paraguay             | 119               |
| Polonia              | 3                 |
| Portogallo           | 16                |
| Regno Unito          | 21                |
| Repubblica Ceca      | 16                |
| Romania              | 4                 |
| Russia               | 21                |
| Singapore            | 17                |
| Slovacchia           | 16                |
| Spagna               | 51                |
| Stati Uniti          | 67                |
| Sudafrica            | 37                |
| Svezia               | 8                 |
| Svizzera             | 3                 |
| Ucraina              | 17                |
| Ungheria             | 29                |

### Classifiche di fine anno
| Classifica (2022) | Posizione |
| ----------------- | --------- |
| Australia         | 84        |
| Austria           | 36        |
| Belgio (Fiandre)  | 13        |
| Belgio (Vallonia) | 36        |
| Germania          | 40        |
| Islanda           | 45        |
| Italia            | 52        |
| Lituania          | 79        |
| Norvegia          | 32        |
| Paesi Bassi       | 22        |
| Svezia            | 36        |
| Svizzera          | 18        |
| Classifica (2023) | Posizione |
| Austria           | 19        |
| Bielorussia       | 110       |
| Estonia           | 62        |
| Francia           | 51        |
| Germania          | 33        |
| India             | 19        |
| Italia            | 45        |
| Paesi Bassi       | 87        |
| Portogallo        | 58        |
| Svizzera          | 10        |
| Classifica (2024) | Posizione |
| Ucraina           | 134       |

## Date di pubblicazione
| Area/Paese  | Data di pubblicazione | Formato/i                    | Versione             | Etichetta                         | Note   |
| ----------- | --------------------- | ---------------------------- | -------------------- | --------------------------------- | ------ |
| Mondo       | 19 marzo 2022         | Download digitale, streaming | Originale            | Nvak Collective                   | [ 88 ] |
| Italia      | 3 giugno 2022         | Contemporary hit radio       | Originale            | Nvak Collective                   | [ 89 ] |
| Mondo       | 22 giugno 2022        | Download digitale, streaming | Fargo Remix          | Nvak Collective                   | [ 90 ] |
| Mondo       | 1º luglio 2022        | Download digitale, streaming | High and Fast        | Nvak Collective                   | [ 91 ] |
| Mondo       | 15 luglio 2022        | Download digitale, streaming | Snap Pack            | Nvak Collective                   | [ 92 ] |
| Stati Uniti | 1º agosto 2022        | Adult alternative rock radio | Originale            | Columbia Records                  | [ 93 ] |
| Stati Uniti | 23 agosto 2022        | Contemporary hit radio       | Originale            | Columbia Records                  | [ 94 ] |
| Mondo       | 8 settembre 2022      | Download digitale, streaming | Luca Schreiner Remix | Nvak Collective, Columbia Records | [ 95 ] |
| Mondo       | 3 ottobre 2022        | Download digitale, streaming | Italian              | Nvak Collective, Columbia Records | [ 96 ] |